# احمد امیرکامدار
احمد امیر کامدار(زاده ۱۵ دی ۱۳۶۷ در تبریز) بازیکن فوتبال ایران است که هم‌اکنون در تیم فوتبال کشت و صنعت پادیاب خلخال توپ می‌زند.
این بازیکن سابقه بازی در تیم‌های گسترش فولاد تبریز ، تراکتورسازی تبریز و ذوب‌آهن اصفهان را دارد.

## افتخارات قهرمان

### باشگاهی
تراکتورسازی
- لیگ برتر خلیج فارس نائب قهرمان: ۹۴–۱۳۹۳

ذوب‌آهن
- جام حذفی فوتبال ایران: ۹۵–۱۳۹۴